# Sylvie Benzoni
Pour les articles homonymes, voir Benzoni.
Sylvie Benzoni, née Gavage en 1967, est une mathématicienne française. Elle est connue « pour ses travaux sur les systèmes d’équations aux dérivées partielles en lien avec la modélisation de fluides complexes, comme ceux présentant des transitions de phase ». Elle est directrice de l'Institut Henri-Poincaré depuis le 1er janvier 2018.

## Biographie

### Études
En 1986, Sylvie Benzoni entre à l'École normale supérieure de Saint-Cloud. En 1989, elle obtient un DEA en analyse numérique, modèles mathématiques et calcul scientifique à l'université Claude-Bernard-Lyon-I. La même année, elle est reçue à l'agrégation de mathématiques option mécanique.
En 1991, elle soutient une thèse en mathématiques appliquées intitulée Analyse numérique des modèles hydrodynamiques d'écoulements diphasiques instationnaires dans les réseaux de production pétrolière sous la direction de Denis Serre, toujours à l'Université Lyon I.
En 1998, elle obtient son habilitation à diriger des recherches.

### Carrière
De 1992 à 2003, elle est chargée de recherche au CNRS. En 2003, elle devient professeur à l’université Claude-Bernard-Lyon-I. Elle occupe successivement les postes de directrice adjointe de l'Institut Camille-Jordan en 2011 à 2016 puis de directrice de 2016 à 2018.
En novembre 2017, elle est nommée directrice de l'Institut Henri-Poincaré en remplacement de Patrice Le Calvez et occupe ce poste depuis janvier 2018,. Elle quitte ses fonctions le 31 décembre 2024, l'interim étant assuré par Dominique Mouhanna en attendant une nouvelle nomination pérenne. 
Par ailleurs, elle est membre du Comité Raising Public Awareness de la Société mathématique européenne.

## Travaux
Ses thématiques de recherche concernent principalement les équations aux dérivées partielles et leurs applications à la modélisation des fluides et autres milieux continus.

## Livres
- Calcul différentiel et équations différentielles, Cours et exercices corrigés, Collection Sciences Sup, Dunod, février 2014[7].
- Multi-dimensional hyperbolic partial differential equations: First-order systems and applications, avec Denis Serre, Oxford University Press, 508 + xxv pages (2007).
- Le Rulpidon sous toutes ses coutures, Dunod, coll. « Quai des Sciences », avril 2024, 184 p.